# Station Ozorków Wąskotorowy
Station Ozorków Wąskotorowy is een spoorwegstation in de Poolse plaats Ozorków.